# Vật tại Thế vận hội Mùa hè 2016
Bản mẫu:Vật tại Thế vận hội Mùa hè 2016
Vật tại Thế vận hội Mùa hè 2016 ở Rio de Janeiro diễn ra từ ngày 14 tới 21 tháng Tám tại Nhà thi đấu số 3 của Trung tâm huấn luyện Olympic ở Barra da Tijuca. Vật được chia làm hai phân môn chính, tự do và cổ điển, trong đó chia ra nhiều hạng cân khác nhau. Các đô vật nam tham dự cả hai phân môn còn nữ chỉ tham dự nội dung vật tự do, có 18 bộ huy chương được trao. Vật được diễn ra ở mọi kỷ Thế vận hội Mùa hè, trừ Paris 1900.
Khoảng 344 đô vật sẽ tham dự 18 nội dung tại Thế vận hội Mùa hè 2016. Tháng Chin 2013, một thay đổi mới về luật và hương dẫn được ban hành và xem xét bởi Ủy ban Olympic quốc tế và FILA (nay được gọi là Liên đoàn vật thế giới). Một hạng cân Olympic được loại bỏ khỏi vật tự do và cổ điển nam và thêm hai hạng cân dành cho nữ, khiến ba phân môn đều có sáu nội dung thi đấu.

## Thể thức thi đấu
19 nam hoặc 18 nữ tham dự mỗi hạng cân, cộng thêm 6 suất khác từ nước chủ nhà hoặc từ ủy ban ba bên mời trước Thế vận hội. Các đô vật thi đấu thông qua vòng loại để giảm xuống còn 16, bắt đầu từ đó thi đấu loại trực tiếp để tranh huy chương vàng và bạc. Hai nhóm đô vật bị đánh bại bởi hai đô vật vào chung kết sẽ thi đấu hai vòng đấu vớt, người giành chiến thắng sẽ được trao huy chương đồng.

## Lịch thi đấy
Có hai phiên thi đấu một ngày trong chương trình thi đấu môn vật tại Thế vận hội 2016. Trừ ngày thi đấu cuối cùng, phiên thi đấu thứ nhất (Vòng loại và loại trực tiếp) được diễn ra từ 10:00 tới 13:00 BRT, và phiên thứ hai (Vòng đấu vớt, Tranh huy chương đồng và vàng) được diễn ra từ 16:00 tới 19:00 BRT. Do lễ bế mạc vào ngày cuối cùng (21 tháng 8) diễn ra vào buổi tối, thời gian của phiên thứ nhất và hai lần lượt là 08:30-11:15 và 12:45-15:15 BRT.
| Q | Vòng loại & Vòng loại trực tiếp | F | Vòng đấu vợt, Huy chương đồng & Huy chương vàng |

| Tự do nam          |   |   |   |   |   |   |   |   |   |   |   |   |   |   |   |   |
| Nam Tự do 57 kg    |   |   |   |   |   |   |   |   |   |   | Q | F |   |   |   |   |
| Nam Tự do 65 kg    |   |   |   |   |   |   |   |   |   |   |   |   |   |   | Q | F |
| Nam Tự do 74 kg    |   |   |   |   |   |   |   |   |   |   | Q | F |   |   |   |   |
| Nam Tự do 86 kg    |   |   |   |   |   |   |   |   |   |   |   |   | Q | F |   |   |
| Nam Tự do 97 kg    |   |   |   |   |   |   |   |   |   |   |   |   |   |   | Q | F |
| Nam Tự do 125 kg   |   |   |   |   |   |   |   |   |   |   |   |   | Q | F |   |   |
| Cổ điển nam        |   |   |   |   |   |   |   |   |   |   |   |   |   |   |   |   |
| Nam Cổ điển 59 kg  | Q | F |   |   |   |   |   |   |   |   |   |   |   |   |   |   |
| Nam Cổ điển 66 kg  |   |   |   |   | Q | F |   |   |   |   |   |   |   |   |   |   |
| Nam Cổ điển 75 kg  | Q | F |   |   |   |   |   |   |   |   |   |   |   |   |   |   |
| Nam Cổ điển 85 kg  |   |   | Q | F |   |   |   |   |   |   |   |   |   |   |   |   |
| Nam Cổ điển 98 kg  |   |   |   |   | Q | F |   |   |   |   |   |   |   |   |   |   |
| Nam Cổ điển 130 kg |   |   | Q | F |   |   |   |   |   |   |   |   |   |   |   |   |
| Tự do nữ           |   |   |   |   |   |   |   |   |   |   |   |   |   |   |   |   |
| Nữ Tự do 48 kg     |   |   |   |   |   |   | Q | F |   |   |   |   |   |   |   |   |
| Nữ Tự do 53 kg     |   |   |   |   |   |   |   |   | Q | F |   |   |   |   |   |   |
| Nữ Tự do 58 kg     |   |   |   |   |   |   | Q | F |   |   |   |   |   |   |   |   |
| Nữ Tự do 63 kg     |   |   |   |   |   |   |   |   | Q | F |   |   |   |   |   |   |
| Nữ Tự do 69 kg     |   |   |   |   |   |   | Q | F |   |   |   |   |   |   |   |   |
| Nữ Tự do 75 kg     |   |   |   |   |   |   |   |   | Q | F |   |   |   |   |   |   |

## Huy chương

### Bảng xếp hạng huy chương
| 1    | Nga        | 4  | 3  | 2  | 9  |
| 2    | Nhật Bản   | 4  | 3  | 0  | 7  |
| 3    | Cuba       | 2  | 1  | 0  | 3  |
| 4    | Hoa Kỳ     | 2  | 0  | 1  | 3  |
| 5    | Thổ Nhĩ Kỳ | 1  | 2  | 2  | 5  |
| 6    | Iran       | 1  | 1  | 3  | 5  |
| 7    | Armenia    | 1  | 1  | 0  | 2  |
| 8    | Gruzia     | 1  | 0  | 2  | 3  |
| 9    | Canada     | 1  | 0  | 0  | 1  |
| 9    | Serbia     | 1  | 0  | 0  | 1  |
| 11   | Azerbaijan | 0  | 2  | 6  | 8  |
| 12   | Uzbekistan | 0  | 1  | 3  | 4  |
| 13   | Kazakhstan | 0  | 1  | 2  | 3  |
| 14   | Belarus    | 0  | 1  | 1  | 2  |
| 15   | Đan Mạch   | 0  | 1  | 0  | 1  |
| 15   | Ukraina    | 0  | 1  | 0  | 1  |
| 17   | Trung Quốc | 0  | 0  | 2  | 2  |
| 17   | Thụy Điển  | 0  | 0  | 2  | 2  |
| 19   | Bulgaria   | 0  | 0  | 1  | 1  |
| 19   | Đức        | 0  | 0  | 1  | 1  |
| 19   | Ấn Độ      | 0  | 0  | 1  | 1  |
| 19   | Ý          | 0  | 0  | 1  | 1  |
| 19   | Hàn Quốc   | 0  | 0  | 1  | 1  |
| 19   | Na Uy      | 0  | 0  | 1  | 1  |
| 19   | Ba Lan     | 0  | 0  | 1  | 1  |
| 19   | România    | 0  | 0  | 1  | 1  |
| 19   | Tunisia    | 0  | 0  | 1  | 1  |
| Tổng | Tổng       | 18 | 18 | 36 | 70 |

### Tự do nam
| Nội dung | Vàng                              | Bạc                          | Đồng                           |
| -------- | --------------------------------- | ---------------------------- | ------------------------------ |
| 57 kg    | Vladimer Khinchegashvili · Gruzia | Higuchi Rei · Nhật Bản       | Haji Aliyev · Azerbaijan       |
| 57 kg    | Vladimer Khinchegashvili · Gruzia | Higuchi Rei · Nhật Bản       | Hassan Rahimi · Iran           |
| 65 kg    | Soslan Ramonov · Nga              | Toghrul Asgarov · Azerbaijan | Frank Chamizo · Ý              |
| 65 kg    | Soslan Ramonov · Nga              | Toghrul Asgarov · Azerbaijan | Ikhtiyor Navruzov · Uzbekistan |
| 74 kg    | Hassan Yazdanicharati · Iran      | Aniuar Geduev · Nga          | Jabrayil Hasanov · Azerbaijan  |
| 74 kg    | Hassan Yazdanicharati · Iran      | Aniuar Geduev · Nga          | Soner Demirtaş · Thổ Nhĩ Kỳ    |
| 86 kg    | Abdulrashid Sadulaev · Nga        | Selim Yaşar · Thổ Nhĩ Kỳ     | Sharif Shafirov · Azerbaijan   |
| 86 kg    | Abdulrashid Sadulaev · Nga        | Selim Yaşar · Thổ Nhĩ Kỳ     | J'den Cox · Hoa Kỳ             |
| 97 kg    | Kyle Snyder · Hoa Kỳ              | Khetag Goziumov · Azerbaijan | Albert Saritov · România       |
| 97 kg    | Kyle Snyder · Hoa Kỳ              | Khetag Goziumov · Azerbaijan | Magomed Ibragimov · Uzbekistan |
| 125 kg   | Taha Akgül · Thổ Nhĩ Kỳ           | Komeil Ghasemi · Iran        | Ibrahim Saidau · Belarus       |
| 125 kg   | Taha Akgül · Thổ Nhĩ Kỳ           | Komeil Ghasemi · Iran        | Geno Petriashvili · Gruzia     |

### Cổ điển nam
| Nội dung | Vàng                       | Bạc                         | Đồng                            |
| -------- | -------------------------- | --------------------------- | ------------------------------- |
| 59 kg    | Ismael Borrero · Cuba      | Ota Shinobu · Nhật Bản      | Elmurat Tasmuradov · Uzbekistan |
| 59 kg    | Ismael Borrero · Cuba      | Ota Shinobu · Nhật Bản      | Stig André Berge · Na Uy        |
| 66 kg    | Davor Štefanek · Serbia    | Migran Arutyunyan · Armenia | Shmagi Bolkvadze · Gruzia       |
| 66 kg    | Davor Štefanek · Serbia    | Migran Arutyunyan · Armenia | Rasul Chunayev · Azerbaijan     |
| 75 kg    | Roman Vlasov · Nga         | Mark Madsen · Đan Mạch      | Kim Hyeon-woo · Hàn Quốc        |
| 75 kg    | Roman Vlasov · Nga         | Mark Madsen · Đan Mạch      | Saeid Abdevali · Iran           |
| 85 kg    | Davit Chakvetadze · Nga    | Zhan Beleniuk · Ukraina     | Javid Hamzatau · Belarus        |
| 85 kg    | Davit Chakvetadze · Nga    | Zhan Beleniuk · Ukraina     | Denis Kudla · Đức               |
| 98 kg    | Artur Aleksanyan · Armenia | Yasmany Lugo · Cuba         | Cenk İldem · Thổ Nhĩ Kỳ         |
| 98 kg    | Artur Aleksanyan · Armenia | Yasmany Lugo · Cuba         | Ghasem Rezaei · Iran            |
| 130 kg   | Mijaín López · Cuba        | Rıza Kayaalp · Thổ Nhĩ Kỳ   | Sabah Shariati · Azerbaijan     |
| 130 kg   | Mijaín López · Cuba        | Rıza Kayaalp · Thổ Nhĩ Kỳ   | Sergey Semenov · Nga            |

### Tự do nữ
| Nội dung | Vàng                    | Bạc                          | Đồng                              |
| -------- | ----------------------- | ---------------------------- | --------------------------------- |
| 48 kg    | Tosaka Eri · Nhật Bản   | Maria Stadnik · Azerbaijan   | Tôn Nhã Nam · Trung Quốc          |
| 48 kg    | Tosaka Eri · Nhật Bản   | Maria Stadnik · Azerbaijan   | Elitsa Yankova · Bulgaria         |
| 53 kg    | Helen Maroulis · Hoa Kỳ | Yoshida Saori · Nhật Bản     | Natalya Sinishin · Azerbaijan     |
| 53 kg    | Helen Maroulis · Hoa Kỳ | Yoshida Saori · Nhật Bản     | Sofia Mattson · Thụy Điển         |
| 58 kg    | Icho Kaori · Nhật Bản   | Valeria Koblova · Nga        | Marwa Amri · Tunisia              |
| 58 kg    | Icho Kaori · Nhật Bản   | Valeria Koblova · Nga        | Sakshi Malik · Ấn Độ              |
| 63 kg    | Kawai Risako · Nhật Bản | Maryia Mamashuk · Belarus    | Yeketarina Larionova · Kazakhstan |
| 63 kg    | Kawai Risako · Nhật Bản | Maryia Mamashuk · Belarus    | Monika Michalik · Ba Lan          |
| 69 kg    | Dosho Sara · Nhật Bản   | Natalia Vorobeva · Nga       | Elmira Syzdykova · Kazakhstan     |
| 69 kg    | Dosho Sara · Nhật Bản   | Natalia Vorobeva · Nga       | Anna Fransson · Thụy Điển         |
| 75 kg    | Erica Wiebe · Canada    | Guzel Manyurova · Kazakhstan | Trương Phòng Lưu · Trung Quốc     |
| 75 kg    | Erica Wiebe · Canada    | Guzel Manyurova · Kazakhstan | Ekaterina Bukina · Nga            |

## Tham dự

### Quốc gia tham dự
- Algérie (3)
- Argentina (1)
- Armenia (8)
- Úc (3)
- Áo (1)
- Azerbaijan (14)
- Bahrain (1)
- Belarus (7)
- Brasil (5)
- Bulgaria (11)
- Campuchia (1)
- Cameroon (3)
- Canada (8)
- Trung Quốc (13)
- Colombia (5)
- Croatia (1)
- Cuba (10)
- Cộng hòa Séc (1)
- Đan Mạch (1)
- Ecuador (2)
- Ai Cập (10)
- Estonia (3)
- Phần Lan (3)
- Pháp (2)
- Gruzia (11)
- Đức (7)
- Hy Lạp (1)
- Guiné-Bissau (2)
- Haiti (1)
- Honduras (1)
- Hungary (8)
- Ấn Độ (8)
- Iran (12)
- Israel (1)
- Ý (2)
- Nhật Bản (10)
- Kazakhstan (12)
- Kyrgyzstan (7)
- Latvia (1)
- Litva (1)
- México (1)
- Moldova (3)
- Mông Cổ (10)
- Maroc (3)
- Hà Lan (1)
- New Zealand (1)
- Nigeria (7)
- CHDCND Triều Tiên (4)
- Na Uy (2)
- Palau (1)
- Perú (1)
- Ba Lan (8)
- Puerto Rico (2)
- România (5)
- Nga (17)
- Sénégal (2)
- Serbia (3)
- Hàn Quốc (5)
- Tây Ban Nha (1)
- Thụy Điển (7)
- Đài Bắc Trung Hoa (1)
- Tunisia (4)
- Thổ Nhĩ Kỳ (14)
- Ukraina (11)
- Hoa Kỳ (14)
- Uzbekistan (8)
- Venezuela (9)
- Việt Nam (2)

### Trọng tài
Đây là danh sách trọng tài được sử dụng:
- Antonio R. Silvestri (Trưởng ban trọng tài)
- Guillermo Orestes Molina Gonzalez (Instructor)
- Edit Dozsa (Instructor)
- Osamu Saito (Instructor)
- Andrey Krikov (Instructor)
- Kamel Mohamed Bouaziz (Instructor)
- Halil Ibrahim Cicioglu (Instructor)
- Zach Errett (Instructor)
- Konstantin Mikhaylov (Instructor)
- Pertti Vehviläinen (Supervisor)
- Régine Legleut (Supervisor)
- Edisher Machaidze (Supervisor)
- Bakhytzhan Jaxykulov (Supervisor)
- Noreddine Mochaffaa (Supervisor)
- Sergey Novakovskiy (Supervisor)